# Pseudoklossia pectinis
Pseudoklossia pectinis is een soort in de taxonomische indeling van de Myzozoa, een stam van microscopische parasitaire dieren. Het organisme komt uit het geslacht Pseudoklossia en behoort tot de familie Aggregatidae. Pseudoklossia pectinis werd in 1917 ontdekt door Léger & Dubosq.